# Comisión Mundial de Áreas Protegidas
 La Comisión Mundial de Áreas Protegidas (CMAP) es una de las seis comisiones de la Unión Internacional para la Conservación de la Naturaleza (UICN).

## Historia
En 1958, la UICN estableció un Comité provisorio de Parques Nacionales durante su Asamblea General en Grecia. El propósito de ese comité era "fortalecer la cooperación internacional en temas relacionados con los parques nacionales y reservas equivalentes en todos los países alrededor del mundo". En 1960, la UICN elevó el estatus del Comité y lo convirtió en una Comisión permanente. En 1975 cambió su nombre a la Comisión de Parques Nacionales y Áreas Protegidas, y en 1996, el Congreso de la UICN en Montreal aprobó su nombre actual (Comisión Mundial de Áreas Protegidas).

## Misión
La misión de la CMAP es:   
"Desarrollar y proveer políticas y consejos técnico-científicos que promuevan un sistema global de áreas protegidas terrestres y marinas gobernado equitativamente y gestionado de manera representativa y efectiva, incluyendo especialmente áreas de particular importancia para los servicios de la biodiversidad y el ecosistema".

## Estructura organizativa
La CMAP es una red de voluntarios. El apoyo de la Secretaría es proporcionado por el personal del Programa de la UICN sobre Áreas Protegidas, con quien la CMAP implementa un plan estratégico y un plan de trabajo compartidos. La Comisión tiene un Comité Directivo, y el presidente es elegido cada cuatro años en el Congreso Mundial de la Naturaleza de la UICN. El Congreso Mundial de la Naturaleza está programado del 11 al 19 de junio de 2019 en Marsella, Francia.
El Comité Directivo de la CMAP es el principal órgano rector. El Comité Directivo es designado por el presidente de WCPA y aprobado por el Consejo de la UICN. El Comité Directivo está compuesto por el presidente, el vicepresidente, los Vicepresidentes regionales y los Vicepresidentes temáticos. Las reuniones del Comité Directivo de la WCPA se realizan una vez al año e incluyen informes sobre el Programa de Áreas Protegidas Globales (PAPG) de la UICN y las actividades de la CMAP, discusión y decisiones sobre importantes eventos e iniciativas, revisión del Programa Intersesional PAPG, y discusión y decisiones sobre las direcciones y prioridades de la CMAP para su próximo año. 
Los vicepresidentes regionales incluyen los de 13 regiones, que incluyen: 
- África oriental y meridional
- Norte de África, Asia occidental y Medio Oriente
- África occidental y central
- Caribe y Centroamérica
- Norteamérica
- Sudamérica
- Este de Asia
- Asia del Sur
- Sudeste asiático
- Europa
- Eurasia del norte
- Oceanía[5]

Los vicepresidentes temáticos incluyen aquellos para: 
- Desarrollo de la capacidad
- Gobernanza
- Marina
- Soluciones naturales
- Gente y parques
- Ciencia y Biodiversidad
- Ciencia y gestión
- Jóvenes profesionales
- Herencia mundial

El Comité Directivo también incluye dos asientos para publicaciones: 
- Editor de publicaciones
- Editor de Parques

## Trabajo actual
Para llevar a cabo sus objetivos, la CMAP tiene una serie de Grupos de Especialistas, Grupos de Trabajo, Iniciativas y Grupos Temáticos que informan al Comité Ejecutivo de la CMAP.

### Grupos de Especialistas
Los grupos de especialistas se establecen para reunir a los miembros de la Comisión que pueden proporcionar experiencia especializada y liderazgo en temas que son prioridades de la Comisión y del Programa. Los grupos de especialistas actuales incluyen: 
- Cambio Climático y Áreas Protegidas
- Conservación de conectividad
- Valores culturales y espirituales de áreas protegidas
- Agua dulce
- Geoheritage y cuevas y áreas protegidas de Karst
- Gobernanza
- Pastizales
- Lista verde
- Alta mar
- Salud y Bienestar
- Efectividad Administrativa
- Mamíferos marinos (conjuntamente con SSC)
- Montañas
- Financiamiento de áreas protegidas
- Legislación de áreas protegidas
- Áreas Privadas Protegidas y Administración de la Naturaleza
- Paisajes Protegidos / Paisajes Marinos
- Turismo y áreas protegidas
- Conservación transfronteriza
- Estrategias de conservación urbana
- Desierto

### Grupos de Trabajo
Los Grupos de Trabajo se establecen para cumplir una tarea específica con un límite de tiempo, por ejemplo, la preparación de una publicación de la Guía de Mejores Prácticas de CMAP o la preparación de una política en particular. Las fuerzas de tarea actuales incluyen: 
- Más allá de los objetivos de Aichi
- Biodiversidad y áreas protegidas
- Salud y Bienestar
- Especies exóticas invasoras
- Áreas marinas protegidas a gran escala
- Naturaleza para Todos
- Otras medidas de conservación eficaces basadas en áreas

### Grupos temáticos e iniciativas
Los grupos temáticos y las iniciativas contribuyen al mandato de la CMAP al brindar apoyo transversal al Comité Directivo, los grupos de especialistas, los grupos de trabajo y las iniciativas. Los grupos temáticos actuales incluyen: 
- Desarrollo de la capacidad
- Marina
- Soluciones naturales
- Gente y parques
- Ciencia y Biodiversidad
- Ciencia y gestión
- Herencia mundial
- Jóvenes profesionales